# チュガッチ山脈

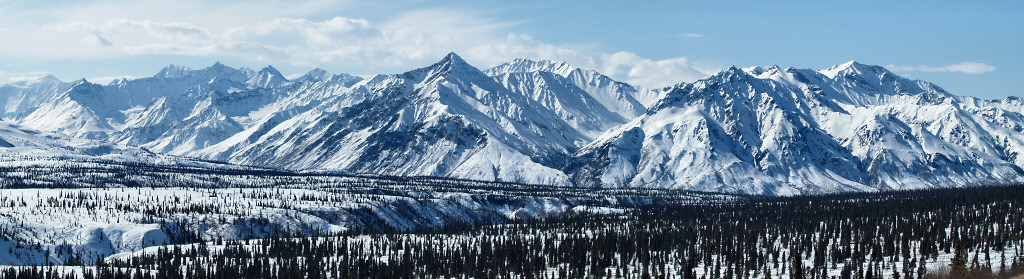
アンカレッジの北で、グレン・ハイウェイ（Glenn Highway）からチュガッチ山脈を望む

チュガッチ山脈（チュガッチさんみゃく、英語: Chugach Mountains）は、アメリカ合衆国アラスカ州南部にあり、北米大陸西端の太平洋海岸山脈を構成するいくつかの山脈の最北端に位置する。この山脈は長さ約402km、幅約97kmで、西はクック湾のクニックとターナゲインから、東はベーリング氷河、タナ氷河、タナ川まで延びている。北はマタヌスカ川、コッパー川、チティナ川に囲まれている。
チュガッチ山脈の最高峰は標高3,991 mのマーカス・ベーカー山だが、山脈の平均標高は1,221 mであり、ほとんどの山頂は特別高いわけではない。それでも、アラスカ湾に沿った位置にあるため、チュガッチ山脈の降雪量は世界のどこよりも多く、年平均1,500cmを超える。
山中にはチュガッチ州立公園とチュガッチ国有林の保護地域がある。アンカレッジからも近く、戸外活動の人気スポットである。

## 参照項目
- アラスカ南中部の地理